# محطة قطار الحراش
محطة قطار الحراش هي محطة قطارات بالحراش في ولاية الجزائر تقع قرب وادي الحراش، وتنطلق منها أنواع عديدة من القطارات على اختلاف درجاتها إلى جميع نواحي الجزائر.

## التاريخ

### الإنشاء
تم البدء في إنشاء محطة قطار الحراش أثناء الاحتلال الفرنسي للجزائر مباشرة بعد المصادقة على مشروع «خط سكة حديد من الحراش إلى الرغاية» بتاريخ 20 ديسمبر 1877م.
وتم تدعيم مكانة هذه المحطة بعد المصادقة الأخرى على مشروع خط سكة حديد من الرغاية إلى الثنية بتاريخ 3 ديسمبر 1878م.
وتكفلت شركة السكك الحديدية للشرق الجزائري [الفرنسية] بإنجاز هذا المشروع إلى غاية شهر سبتمبر 1881م.
وتم إنهاء بناء محطة قطار الحراش وتدشينها بتاريخ 5 أوت 1879م أثناء إنجاز خط سكة حديد من الجزائر إلى سكيكدة.

### الازدواجية
تمت إعادة بناء محطة قطار الحراش وترقية سكة حديدها من مسار فردي إلى مسار مزدوج في العام 1987م.
وتم هذا التحديث بواسطة «اتفاق تعاون في السكك الحديدية» ما بين الجزائر والنمسا يقضي آنذاك بإنجاز العديد من المشاريع خاصة في ضاحية الجزائر ما بين الحراش والثنية على مسار مزدوج.
وقد ساهمت الشركات النمساوية بالتقانة والتجربة في تطوير محطة قطار الحراش ومحيطها، عبر مراحل التخطيط والهندسة المدنية المتخصصة وإشارات السكك الحديدية وسكة الحديد المكهربة · .

### الكهربة
يُعتبر خط سكة الحديد الذي يعبر «محطة قطار الحراش» من أهم خطوط السكة الحديدية في الجزائر بمعدل 63 قطارا لنقل المسافرين يوميا.
وقد تم تحويل سكة حديد هذه المحطة إلى سكة حديد مكهربة بجهد كهربائي شدته 25 000 فولط ما بين محطة قطار القصبة ومحطة قطار الثنية على مسافة 53.5 كلم في شهر جانفي 2009م.
وقامت شركة الشركة الوطنية للنقل بالسكك الحديدية، مع شركات أخرى مثل ألستوم والمجمع الصيني لأشغال السكك الحديدية وسيمنز وأبينغوا ومجموعة حداد وأنفراراي، بتطوير إشارات السكك الحديدية والاتصالات بين القطارات على مستوى هذه المحطة وهذا الخط المكهرب · .

## الخطوط والمحطات الموصولة

### خط سكة حديد من الحراش إلى القصبة
|  |   |  | محطة قطار | البلديات   | الربط بالقطار والترامواي    | الربط بالمترو |
|  | - |  | --------- | ---------- | --------------------------- | --- |
|  | ● |  | الجزائر   | القصبة     | • عين البنيان • زرالدة      | • محطة مترو بن باديس • محطة مترو ساحة الشهداء                                                                                        |
|  | ● |  | آغا       | سيدي امحمد |                             | • محطة مترو خليفة بوخالفة [الفرنسية] • محطة مترو تافورة                                                                              |
|  | ● |  | الورشات   | بلوزداد    |                             | • محطة مترو حديقة التسلية [الفرنسية] • محطة مترو الحامة [الفرنسية] • محطة مترو عيسات إيدير [الفرنسية] • محطة مترو أول ماي [الفرنسية] |
|  | ● |  | حسين داي  | حسين داي   |                             | • محطة مترو البحر والشمس [الفرنسية] • محطة مترو حي عميروش [الفرنسية] • محطة مترو المعدومين [الفرنسية]                                |
|  | ● |  | المقارية  | المقارية   |                             | • محطة مترو باش جراح 1 [الفرنسية] • محطة مترو باش جراح 2 [الفرنسية] • محطة مترو حي البدر [الفرنسية]                                  |
|  | ● |  | الحراش    | الحراش     | • جسر قسنطينة • وادي السمار | • محطة مترو قطار الحراش [الفرنسية] • محطة مترو وسط الحراش [الفرنسية]                                                                 |

### خط سكة حديد من الحراش إلى الرغاية
|  |   |  | محطة قطار         | بلدية            | الربط بالقطار والترامواي      | الربط بالمترو                                                        |
|  | - |  | ----------------- | ---------------- | ----------------------------- | -------------------------------------------------------------------- |
|  | ● |  | الحراش            | الحراش           | • جسر قسنطينة • قطار المقارية | • محطة مترو قطار الحراش [الفرنسية] • محطة مترو وسط الحراش [الفرنسية] |
|  | ● |  | وادي السمار       | وادي السمار      |                               |                                                                      |
|  | ● |  | باب الزوار        | باب الزوار       |                               |                                                                      |
|  | ● |  | الدار البيضاء     | الدار البيضاء    |                               |                                                                      |
|  | ● |  | الرويبة           | الرويبة          |                               |                                                                      |
|  | ● |  | الرويبة الصناعية  | الرويبة الصناعية |                               |                                                                      |
|  | ● |  | الرويبة سوناكوم   | الرويبة الصناعية |                               |                                                                      |
|  | ● |  | الرغاية الصناعية  | الرغاية          |                               |                                                                      |
|  | ● |  | محطة قطار الرغاية | الرغاية          | • الثنية • تيزي وزو • البويرة |                                                                      |

### خط سكة حديد من الحراش إلى بئر توتة
|  |   |  | محطة قطار   | بلدية       | الربط بالقطار والترامواي | الربط بالمترو                                                        |
|  | - |  | ----------- | ----------- | ------------------------ | -------------------------------------------------------------------- |
|  | ● |  | الحراش      | الحراش      | • المقارية • الرغاية     | • محطة مترو قطار الحراش [الفرنسية] • محطة مترو وسط الحراش [الفرنسية] |
|  | ● |  | جسر قسنطينة | جسر قسنطينة |                          |                                                                      |
|  | ● |  | بابا علي    | بابا علي    |                          |                                                                      |
|  | ● |  | بئر توتة    | بئر توتة    | • زرالدة • بني مراد      |                                                                      |

## مكتبة الصور

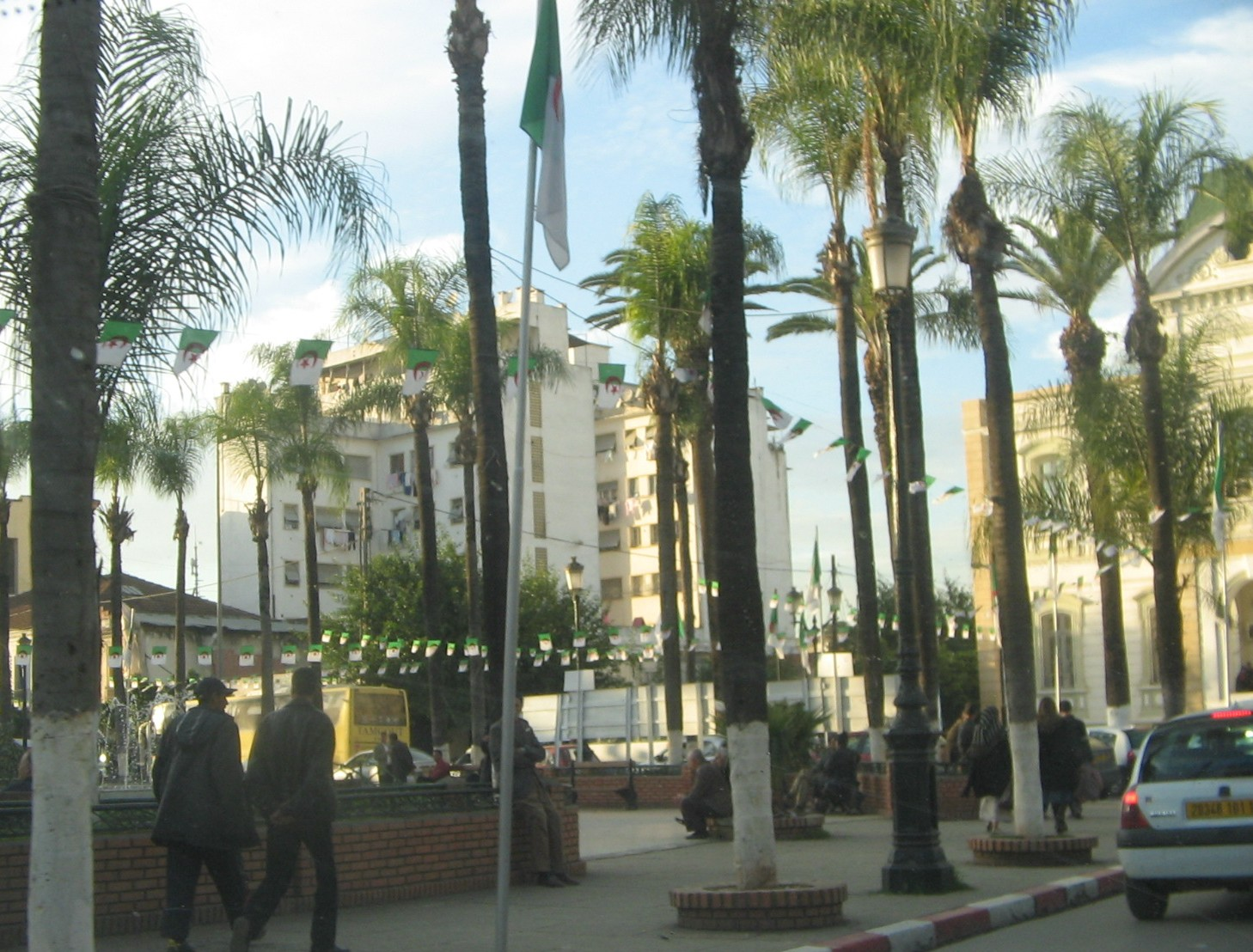
ساحة الحراش
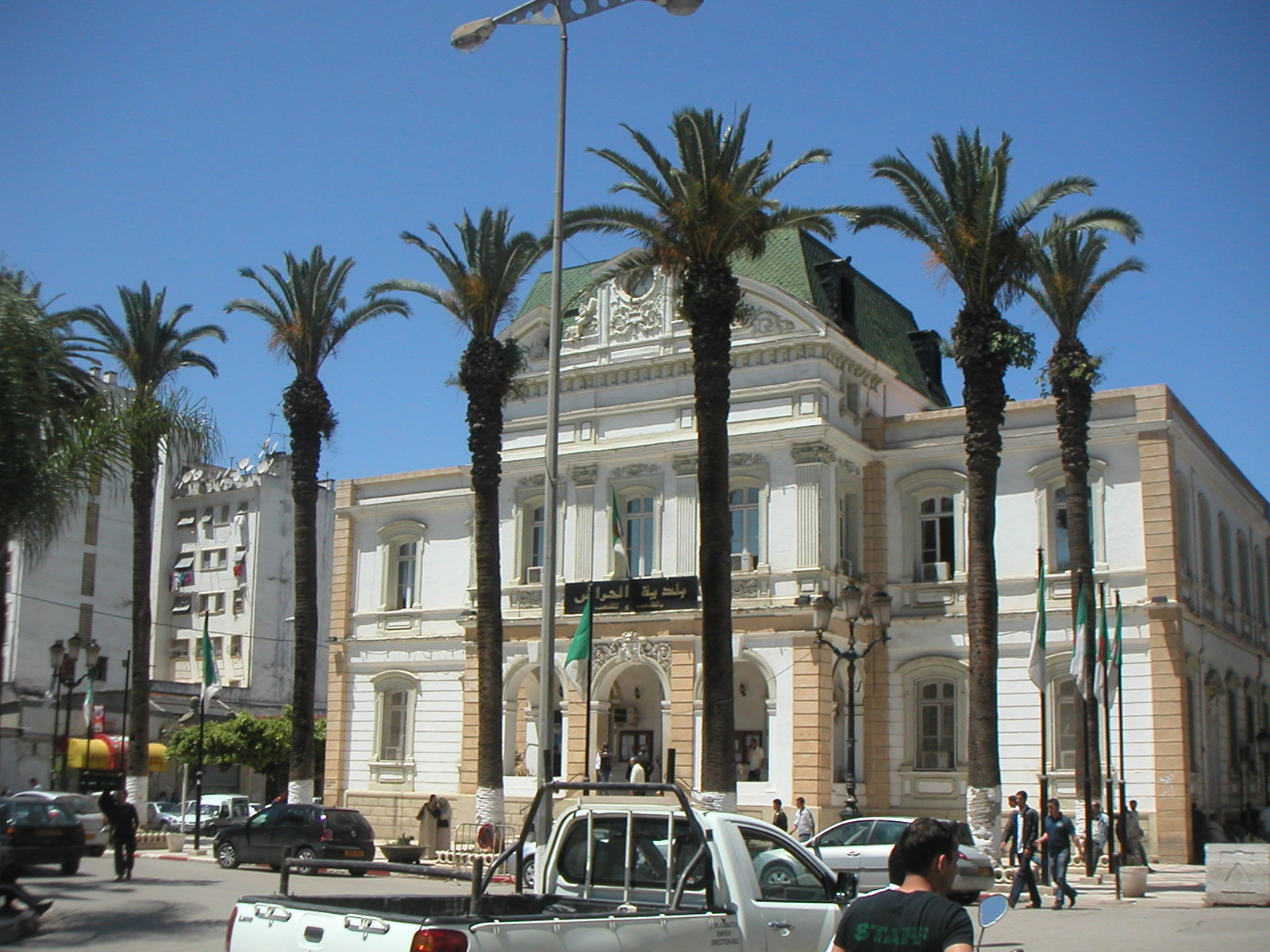
ساحة الحراش
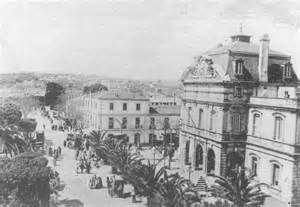
ساحة الحراش
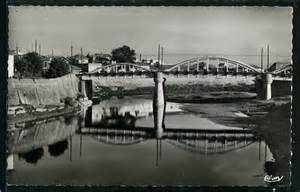
جسر الحراش
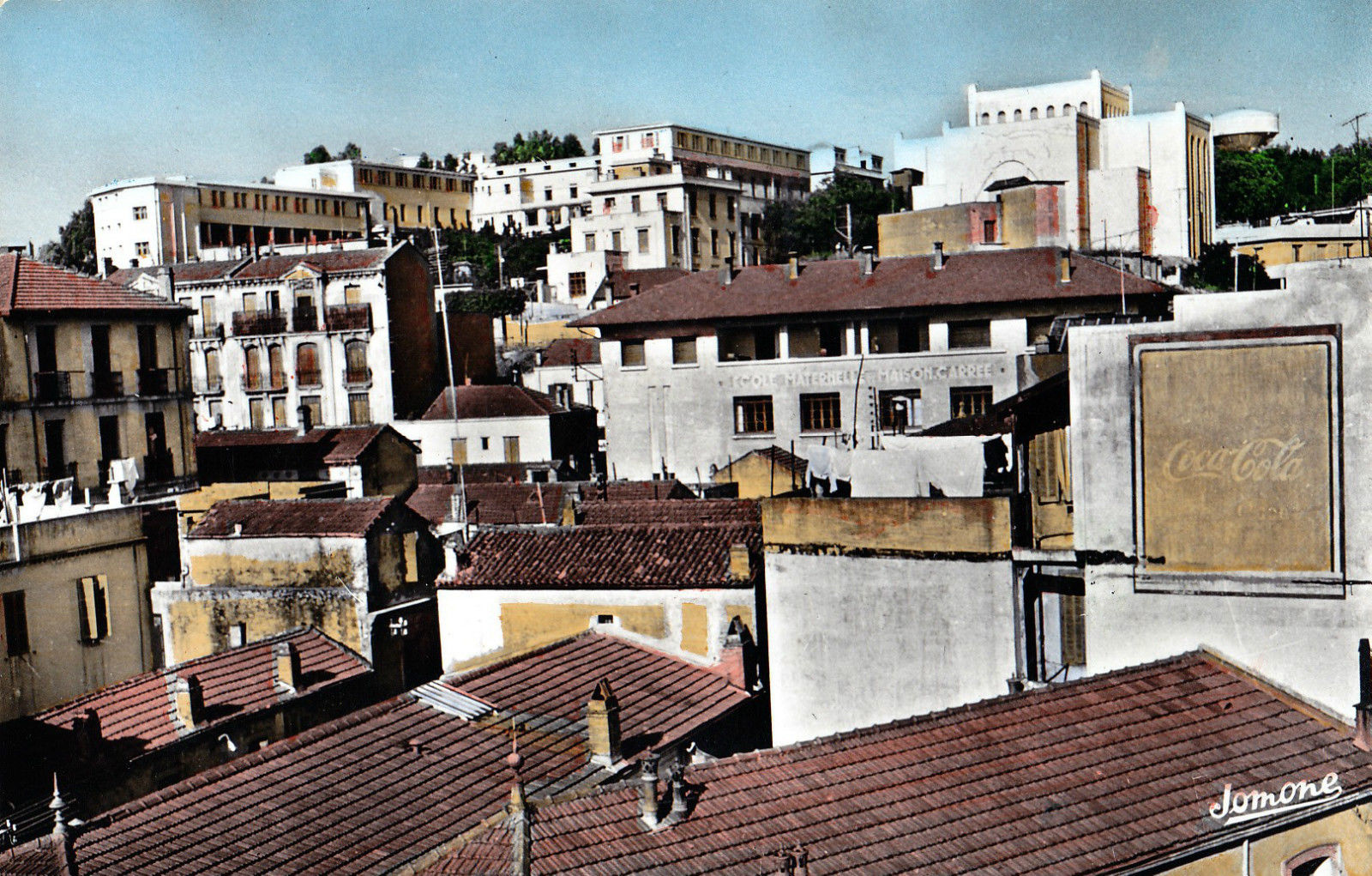
الحراش
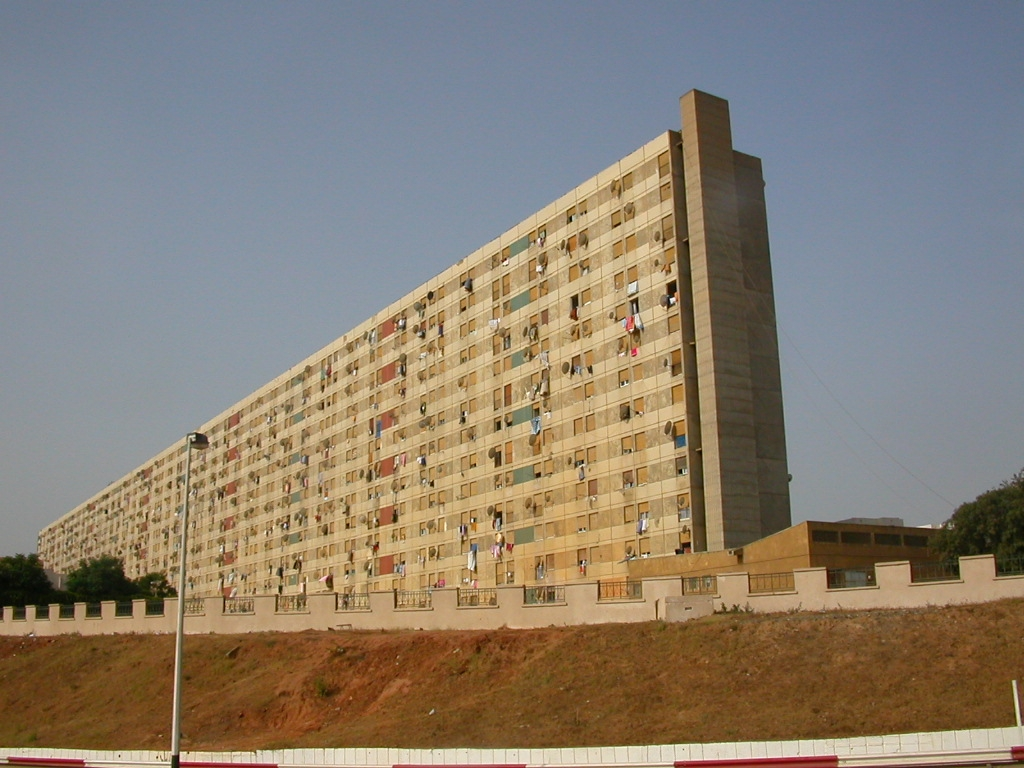
حي الكثبان في الحراش [الفرنسية]
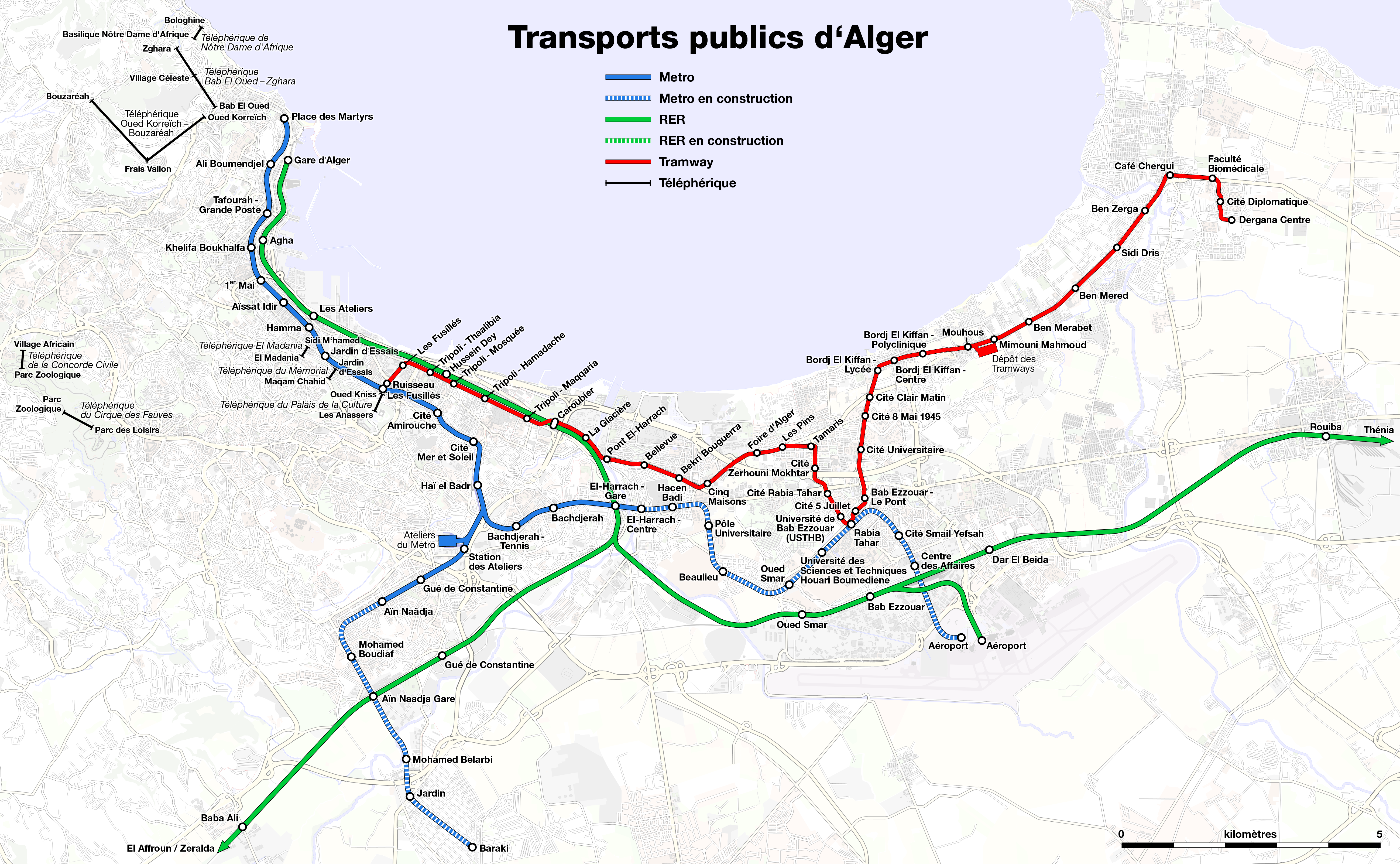
مترو الجزائر وترامواي الجزائر العاصمة
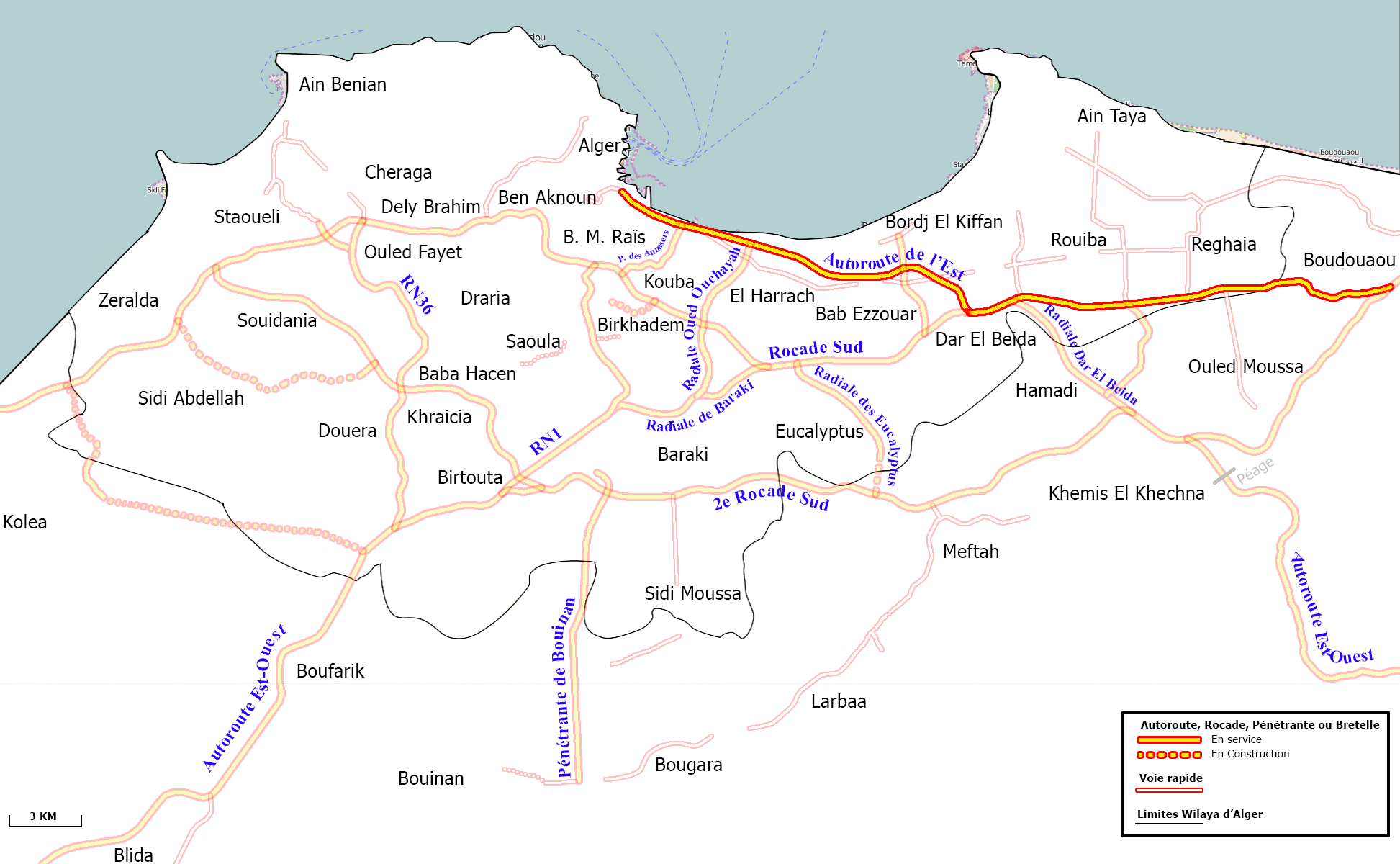
النقل في ولاية الجزائر
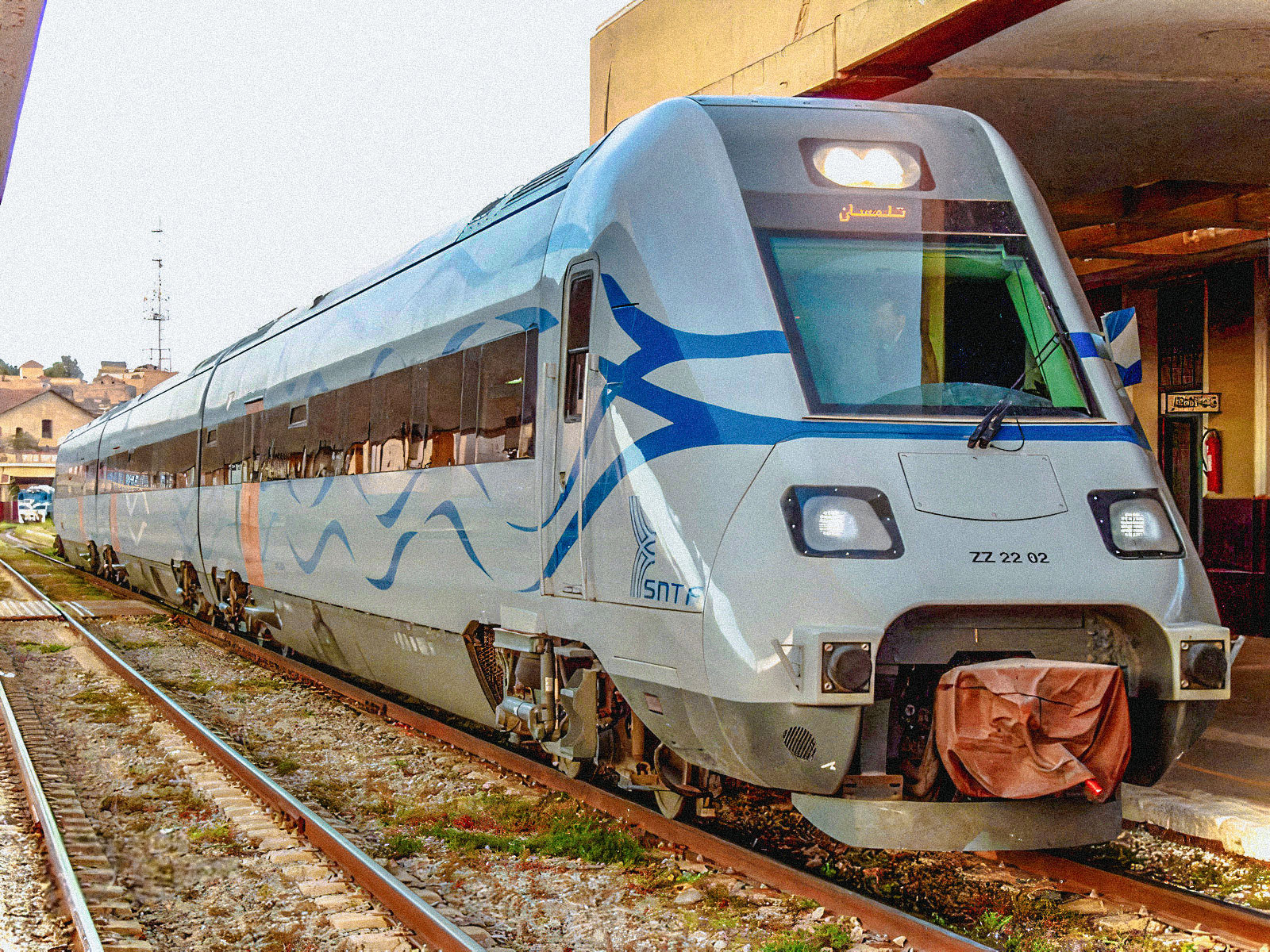
الشركة الوطنية للنقل بالسكك الحديدية
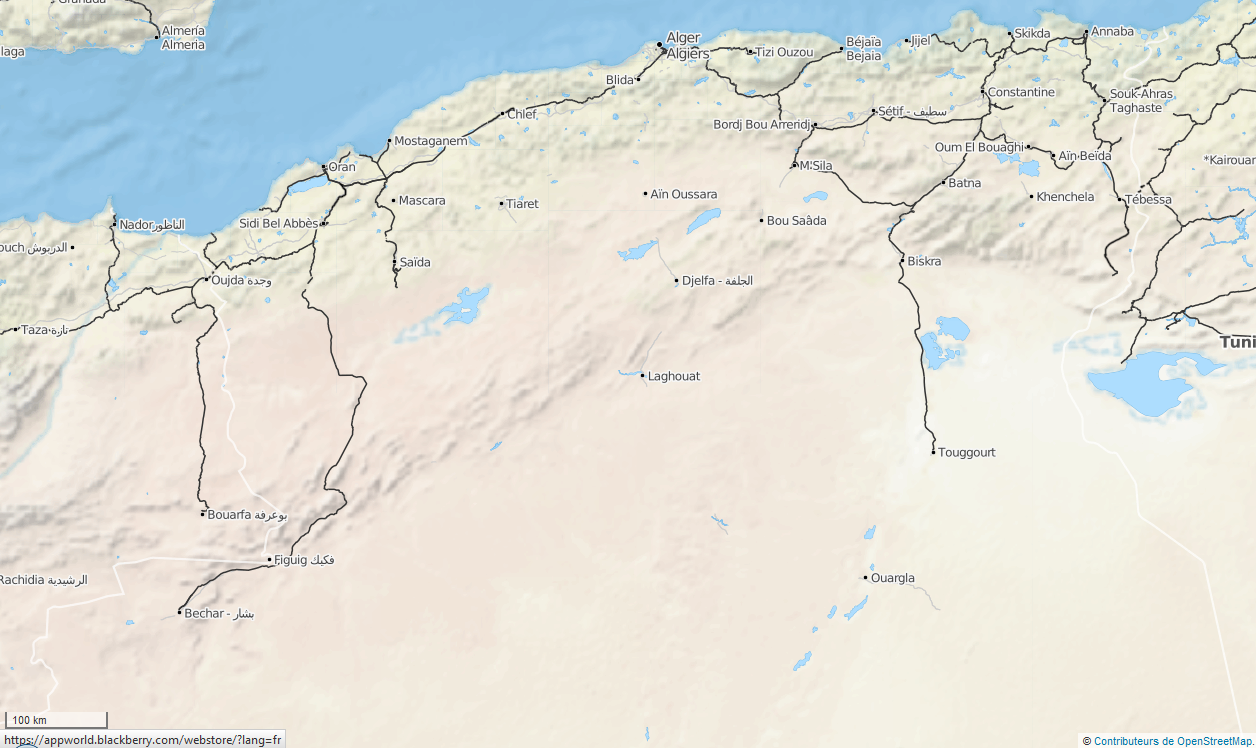
النقل بالسكة الحديدية في الجزائر
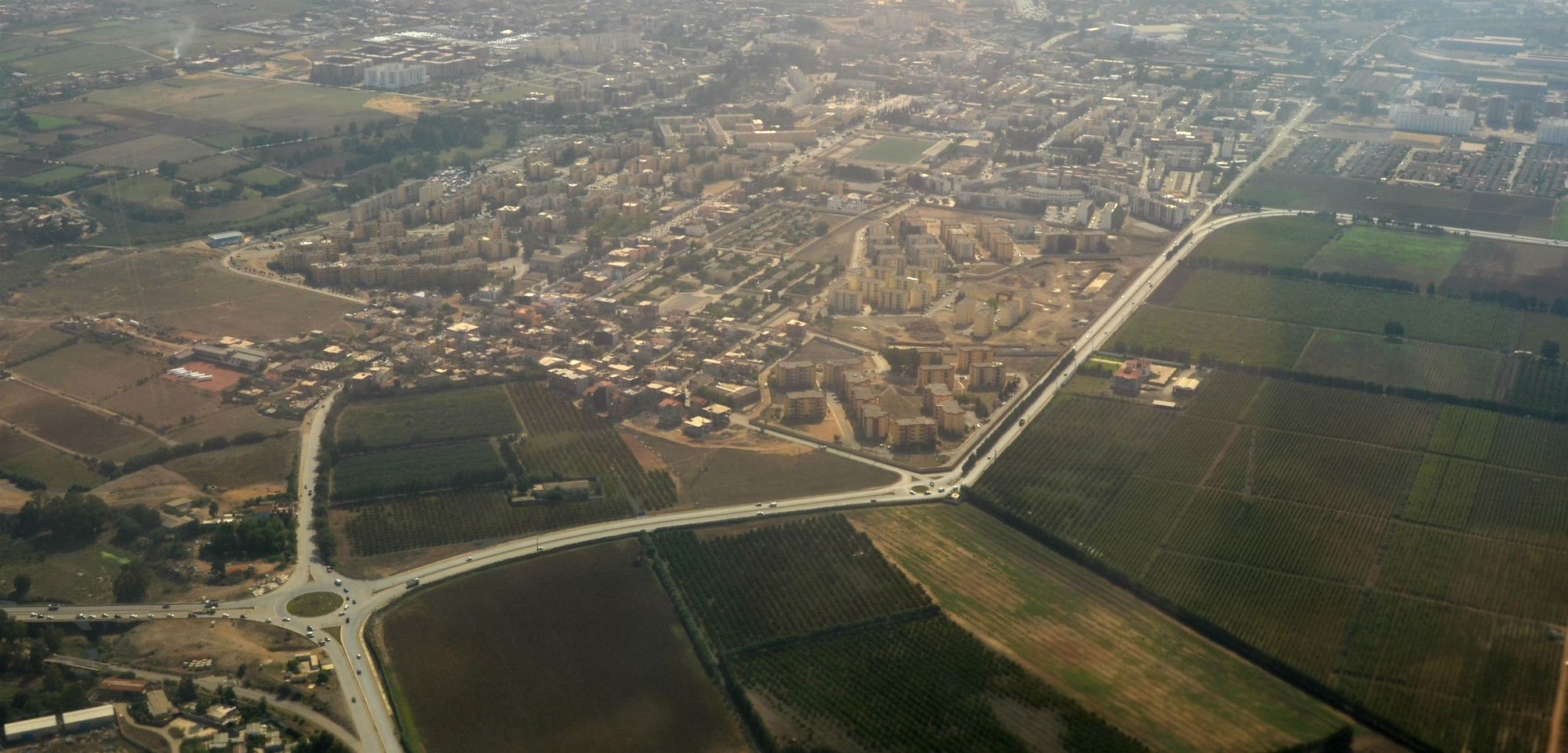
الطريق الوطني رقم 5
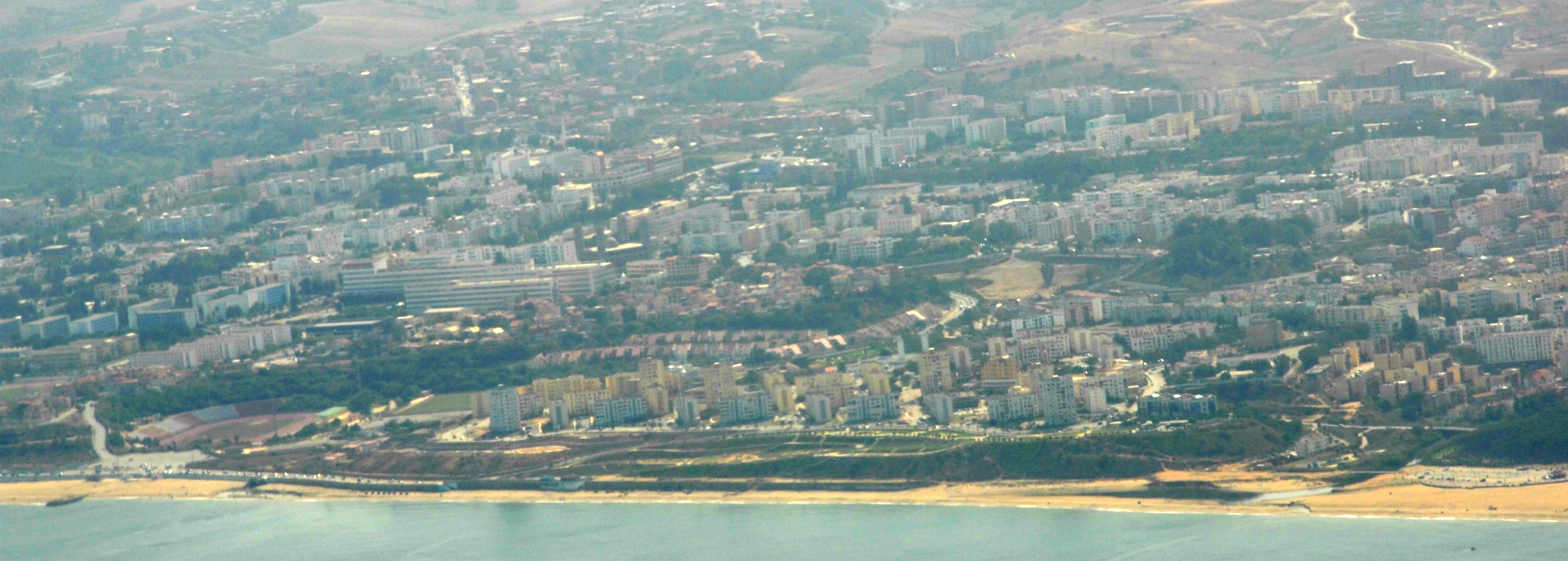
الطريق الوطني رقم 24
مجرى وادي الحراش في 1834ممجرى وادي الحراش في 1834م
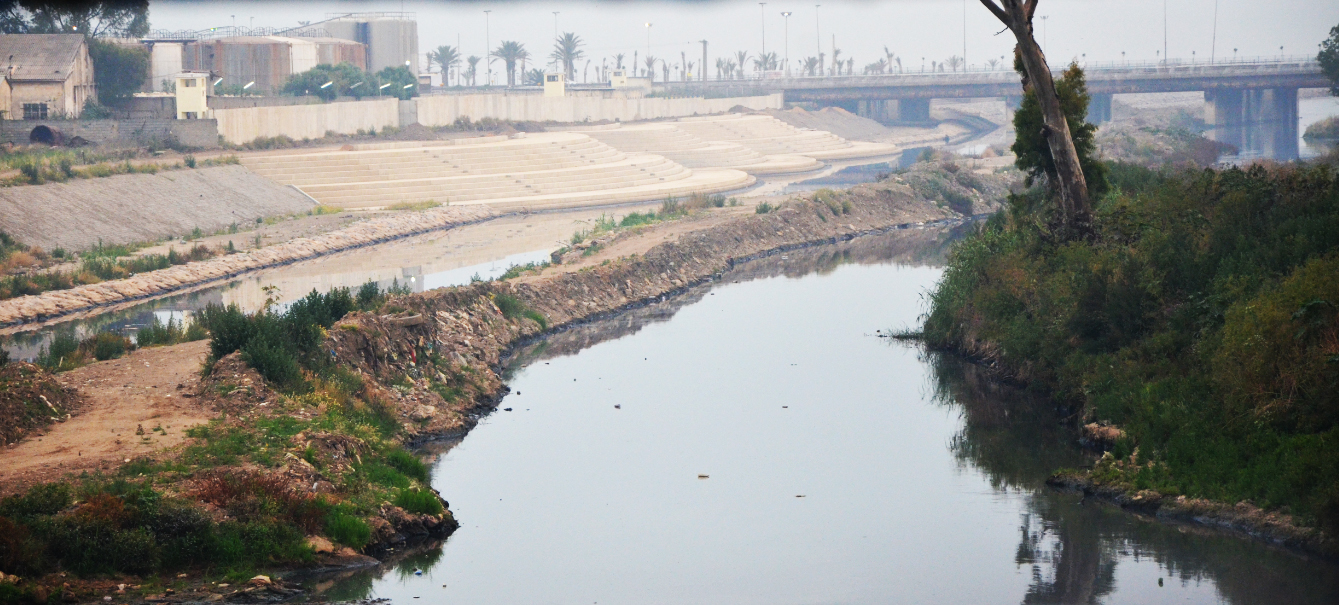
وادي الحراش في 2016م
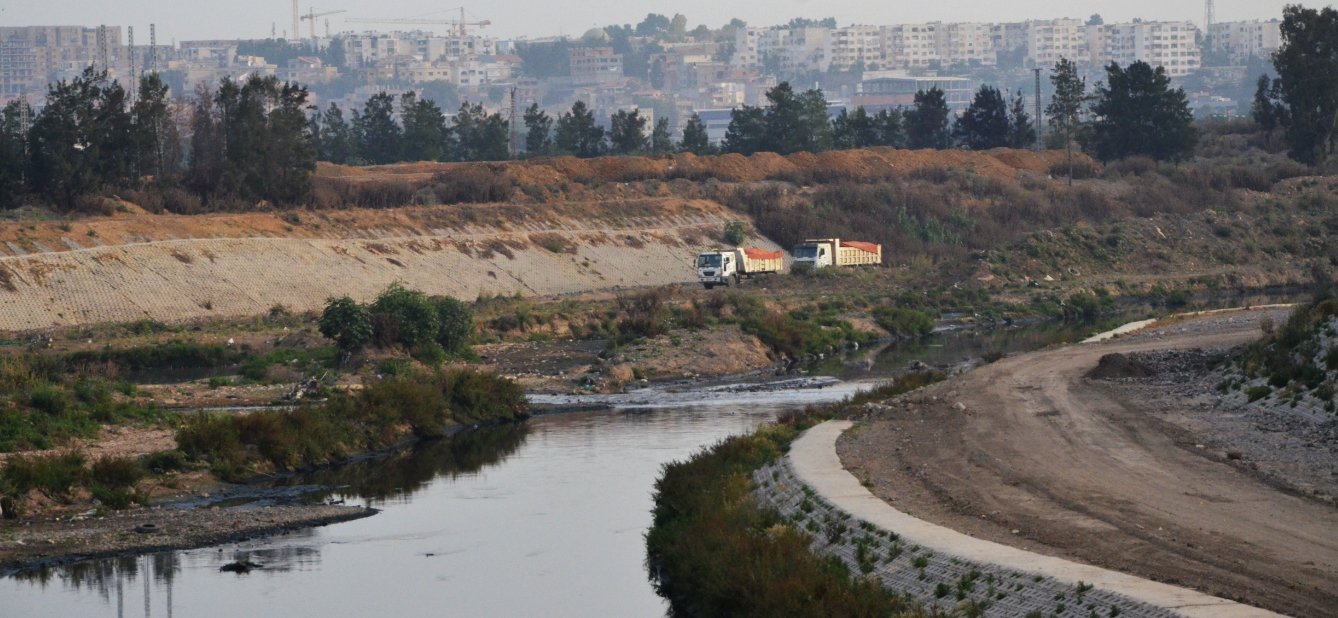
وادي الحراش في 2016م
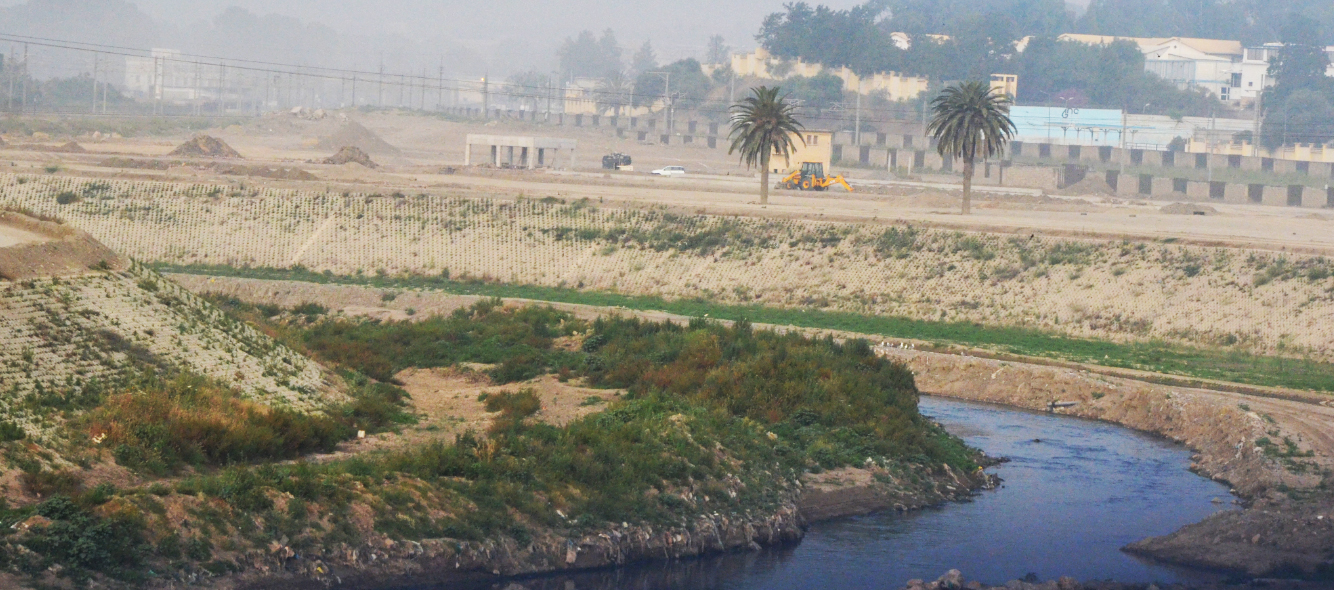
وادي الحراش في 2016م

### مواضيع ذات صلة
- وزارة النقل الجزائرية
- الشركة الوطنية للنقل بالسكك الحديدية
- النقل في الجزائر
- محطات السكك الحديدية في الجزائر
- النقل بالسكك الحديدية في الجزائر
- النقل في ولاية الجزائر
- تاريخ السكك الحديدية الجزائرية
- قائمة خطوط السكة الحديدية في الجزائر
- الوكالة الوطنية لدراسة ومتابعة إنجاز الاستثمارات في السكك الحديدية
- قائمة محطات القطار في الجزائر
- شركة السكك الحديدية للشرق الجزائري [الفرنسية]
- خط سكة حديد من الجزائر إلى وهران
- خط سكة حديد من الجزائر إلى سكيكدة
- الطريق الوطني رقم 5
- الطريق الوطني رقم 11
- الطريق الوطني رقم 24

### فيديوهات
- محطة قطار الحراش على يوتيوب
- مدينة الحراش على يوتيوب
- مشروع محطة قطار كوريفة المركزية في الحراش على يوتيوب

### وصلات خارجية
- الموقع الرسمي للشركة الوطنية للنقل بالسكك الحديدية